# Muricella vasseuri
Muricella vasseuri is een zachte koraalsoort uit de familie Acanthogorgiidae. De koraalsoort komt uit het geslacht Muricella. Muricella vasseuri werd in 1972 voor het eerst wetenschappelijk beschreven door Tixier-Durivault. 